# Să nu uiți cât te-am iubit
Să nu uiți cât te-am iubit è un singolo della cantante moldava Irina Rimes, pubblicato il 14 febbraio 2025.

## Descrizione
Să nu uiți cât te-am iubit, scritta a quattro mani da Rimes e composta dalla stessa assieme a Alexandru Turcu, è stata prodotta da quest'ultimo; si tratta di una ballata pop secondo la critica specializzata che parla di un amore passato impossibile da dimenticare.

## Promozione
Să nu uiți cât te-am iubit è stata anticipata da uno snippet diffuso dalla cantante su TikTok nel gennaio 2025; circa un mese più tardi ha rivelato che la canzone sarebbe stata pubblicata il 14 febbraio seguente, giorno della festa di san Valentino; nell'occasione sono state annunciate anche le tappe della tournée Necântatele, con date a partire dal mese successivo.
È stata cantata per la prima volta dal vivo durante una trasmissione dell'emittente radiofonica rumena Kiss FM subito dopo la sua pubblicazione.

## Video musicale
Il video, diretto da David Mogan, è stato presentato in concomitanza con l'uscita del brano attraverso il canale YouTube dell'artista.

## Tracce
Testi di Irina Rimes, musiche di Irina Rimes e Alexandru Turcu.
Download digitale, streaming
1. Să nu uiți cât te-am iubit – 3:16

Download digitale, streaming – Live Piano Version
1. Să nu uiți cât te-am iubit (Live Piano Version) – 4:15

## Formazione
- Irina Rimes – voce
- Alexandru Turcu – produzione

## Successo commerciale
Să nu uiți cât te-am iubit è stata accolta dal pubblico immediamente sia in patria che in Romania, risultando la canzone più riprodotta dalle radio rumene e occupando le prime posizioni delle principali piattaforme streaming disponibili nelle due nazioni.
Ha poi esordito direttamente in vetta alla Romania Songs di Billboard, diventando la sua prima canzone a riuscire nell'impresa; ha mantenuto il controllo della hit parade per una terza settimana consecutiva.

## Classifiche
| Classifica (2025) | Posizione massima |
| ----------------- | ----------------- |
| Moldavia          | 1                 |
| Romania           | 1                 |